# 駅起田
駅起田（えききでん）とは、古代日本において駅を維持・運営するために必要とされた経費の財源とするために設置された田のこと。駅起田は大宝律令における名称とされ、養老律令において駅田（えきでん）と呼ばれたとされているが、問題点もある。

## 概要
養老律令の田令によれば、駅家の近くに大路の駅には4町、中路の駅には3町、小路の駅には2町の駅田が設置され、不輸租田としての扱いを受けた。大宝律令の駅起田の規定は不明であるものの、大きな違いはなかったと推定されている。駅戸によって耕作され、収穫物は駅起稲（駅稲）と呼ばれた。
天平11年（739年）の官稲混合によって駅起稲が正税に統合されると、駅の運用は正税によって賄われたと考えられ、駅起稲を収穫する駅起田も程なく廃止されたとみられている。従って、天平宝字元年（757年）に施行された養老律令の駅田・駅稲の規定に関して、駅田・駅稲が改めて設置されたものなのか、それとも官稲混合前に編纂された律令本文が実態を反映しない空文だったのかについて議論があるが、官稲混合直後の天平12年（740年）作成の遠江国浜名郡輸租帳を最後に駅起田の記事が見られなくなることから、後者の説が強い。もっとも、正税制度が麻痺しはじめた10世紀には駅の財源を確保するための「駅料田」が存在していたことが、尾張国解文によって知ることが出来る。